# Micareta
Per Micareta in Brasile si intendono i festeggiamenti di un "Carnevale fuori stagione". Il nome deriva da una festa francese, la Mi-Carême, che negli anni novanta si è diffusa ampiamente nelle diverse capitali e città brasiliane. Paesi come Canada, Portogallo e Spagna hanno un loro "micareta" conforme alle culture locali.

## Storia

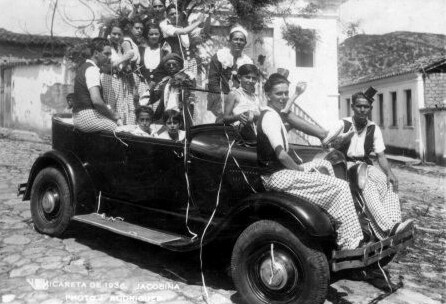
Micareta di Jacobina, Bahia nel 1935.

La prima micareta in Brasile si tenne nel 1912 nella città di Jacobina, nello stato federale di Bahia. 
L'origine del Carnevale in Brasile è associato all'entrudo. Mentre al giorno d'oggi il termine "Carnevale" viene utilizzato per designare le feste che prevedono balli, sfilate e battaglie di coriandoli, il termine entrudo in passato indicava qualcosa di maleducato e ignorante. Questa festività, che consisteva in una battaglia di liquidi nelle strade, fu importata dai portoghesi e successivamente si è diffusa nei centri urbani brasiliani nell'Ottocento.
A Rio de Janeiro la stampa si contrappose a causa del forte odore di limoni, che tali battaglie "liquide" causavano. Tra il 1880 e il 1910 furono inutili l'azione della polizia e le critiche dei giornalisti per scoraggiare la popolazione dai loro innocui giochi "bagnati". A Salvador l'entrudo venne ufficialmente proibito nel 1853 perché venne considerato come un gioco sporco, illegale e incivile. Sia a Rio de Janeiro che a Salvador, la stampa ha criticato gli sfarzosi e carnevaleschi abiti di Venezia e Nizza, i balli in gruppo, le sfilate accompagnate da bande musicali e i carri riccamente ornati.
Allora qual è il rapporto tra il Carnevale e la Micareta? Mi-Carême è una parola di origine francese che significa letteralmente "Metà-Quaresima" . A Parigi il primo Mi-Carême fu festeggiato da studenti, commercianti, macellai, lavandaie, e dalla regina stessa. La festa infatti nacque nel XV secolo a Parigi per poi diventare una festa popolare fino al XIX secolo. A metà Quaresima il popolo parigino inoltre celebrava il Rogo di Giuda. Questa tradizione popolare si è poi sviluppata in Brasile dal XVIII secolo tramite l'influenza lusitana.